# 潘志萬
潘志萬，字碩廷，江蘇吳縣（今屬江蘇蘇州市）人，祖籍安徽歙縣，晚清書法家、金石收藏家。
潘志萬出身文獻世家，曾祖潘世璜。早年爲諸生。工書法，學顏、柳，晚年多金石氣。家中多藏碑版。著作有《金石補編》。